# 이정진 (축구 선수)
이정진(李正進, 1993년 12월 23일 ~ )는 대한민국의 축구 선수이며 포지션은 윙어이다. 유튜브 JFootballTV를 운영중이며, 2023년 11월 7일 현재 150만명 구독자를 보유 중이다.

## 선수 경력
2022년 10월에 세군다 디비시온 RFEF 소속 CE 마타로와 계약했다.